# Музика Болівії

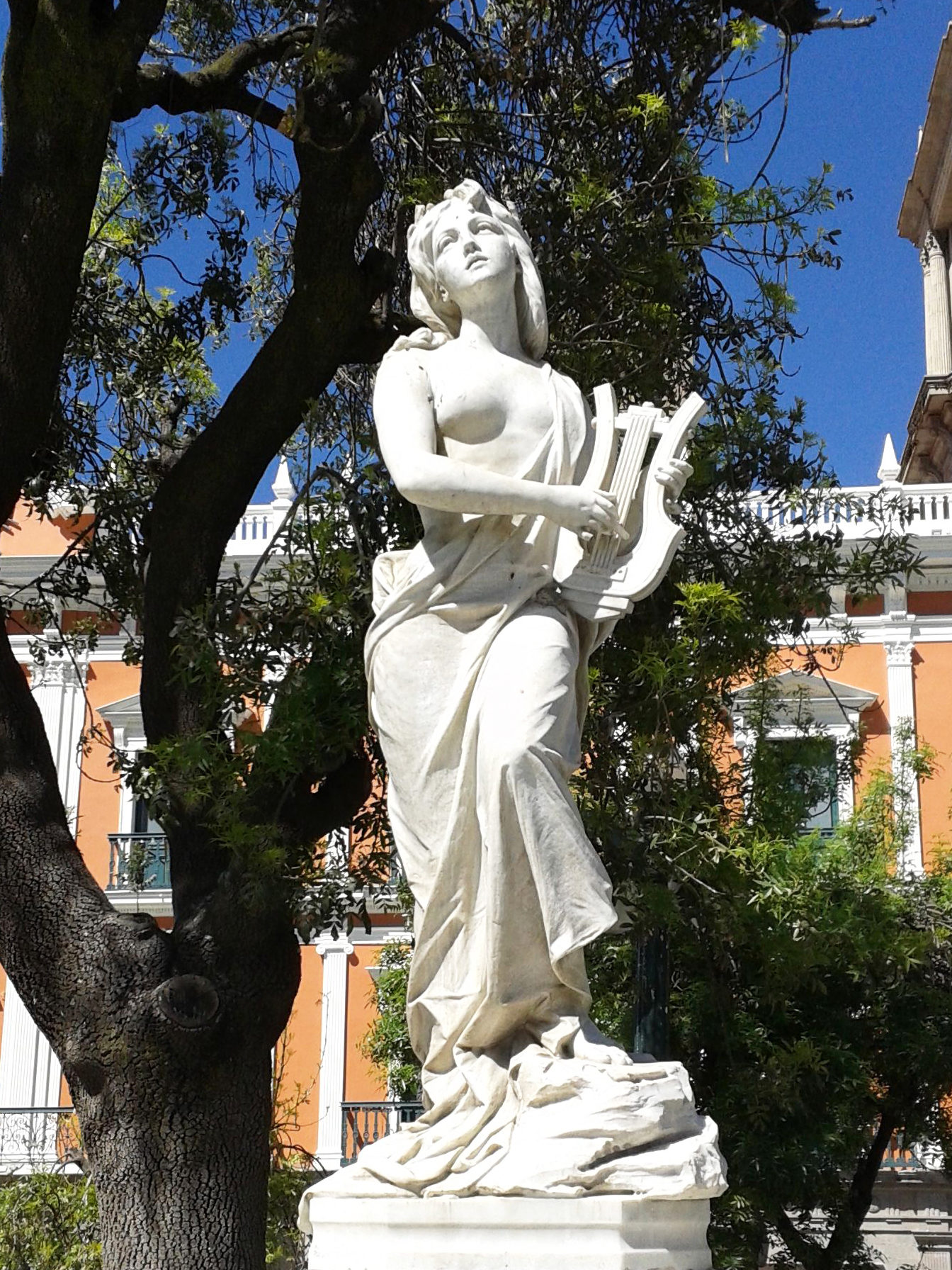
Скульптура Музики в Ла-Пасі

Музика в Болівії варіюється в залежності від регіону. Найбільш яскраво музичне мистецтво представлено музикою корінних індіанців (аймара, кечуа) і музикою креолів  . Індіанська музика краще зберіглася у гірській частині країни. У фольклорі жителів долин переважає іспанський вплив, а індіанська музика змішується з креольською  . У Центральних Андах, де індіанці становлять більшість, їх давня музика зберігається практично без змін . На офіційному рівні музика, яка вважається спочатку болівійською, ревно охороняється [⇨].
Вважається, що музика жителів гірських районів за характером стримана, дещо сувора, а музика мешканців рівнинної частини Болівії більш життєрадісна . При цьому, існує думка, що індіанська музична культура домінує над креольською. Болівія не має виходу до моря, і в цілому на її музику вплинули музика і культура країн: Аргентини, Бразилії, Перу, Чилі та Парагваю . Музика у великих містах розвивалася також під впливом популярних музичних течій інших країн .

## Індіанська музика

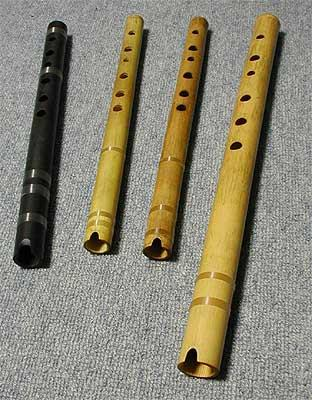
Флейти кена

Індіанський музичний фольклор включає самобутні і різноманітні ліричні пісенні жанри (багуала , арави , видала , уанка), і популярні танцювальні інструментальні наспіви (уайно , уайніто, йумбо)  . Веселі і жваві пісні Уанки призначені для сольного виконання, так як у болівійських індіанців не розвинений хоровий спів . До найбільш відомих індіанських жанрів відносяться колективний танець уайно, пов'язаний з тотемічними обрядами, і любовна пісня Араві  (причому, стародавня пісня Араві відмінна від креольської яраві. В Андах кечуа зберегли свій хороводний танець зі співом, а аймара — унікальні інструментальний жанр чилі або й Чатре .
Індіанській музиці властива ритмічна визначеність і особливі ритмічні формули, чітка структура формоутворення. Вона заснована на пентатоніці, при цьому в ній використовуються всі 5 пентатонних ладів. Для пісень і танців типова дводольність .
Широко поширені музичні інструменти доколумбової епохи (очеретяні труби ерке, флейти пінкільйо і кена). Всього налічується понад 20 типів духових інструментів. Ударні інструменти представлені барабанами тинья , путук, великим уанкара (wankara). Появі в індіанській музиці струнних інструментів сприяли іспанці .

## Креольська музика

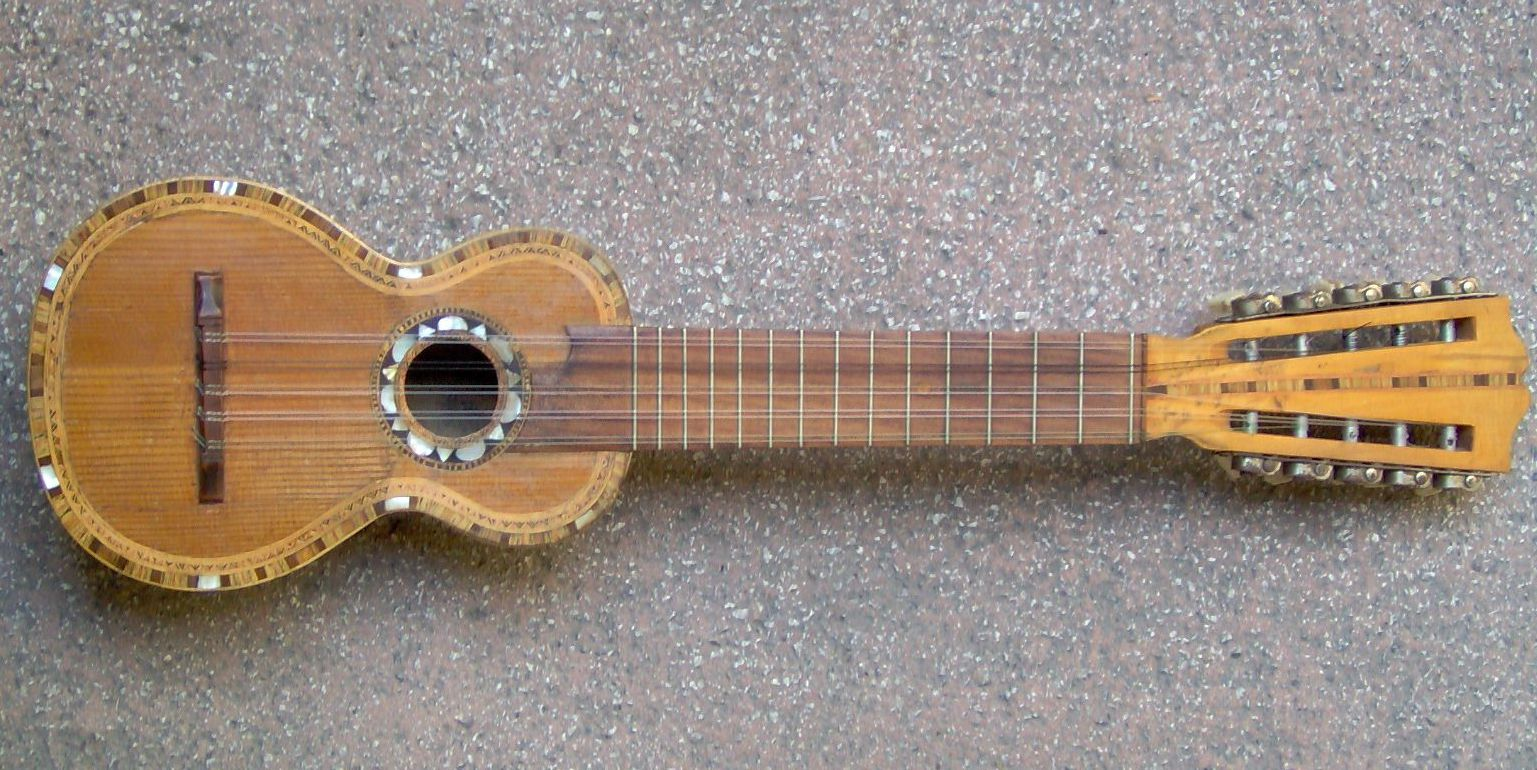
Гітара чаранго

Загальна для креолів Південної Америки музика склалася під впливом іспанців і носить яскраво виражений іспанський характер . Креольська музика андських країн має в цілому одній й ті ж стилістичні риси: переважання мажору — мінору, 3-дольного, а також змінного (6/8 + 3/4) метрів, співу на 2 голоси паралельними терціями . При цьому в кожній латиноамериканській державі креольській музиці притаманні такі ознаки, що роблять її відмінною від інших регіонів .
У Болівії поширені креольські танці самакуека (куека), гато, маринера , а з пісенних жанрів — ліричні пісні трісте і ярави . Типовим інструментом креолів є 6-струнна іспанська гітара. Також зустрічаються діатонічна арфа Арпа і гітара чаранго. Остання відноситься до колоніальної епохи, має 5 подвійних струн і іншу, ніж звичайна гітара, настройку. Використовується як акомпануючий інструмент. У ансамблевої гри чаранго часто доручається, поряд з акомпанементом, мелодична лінія. Іспанський вплив проявляється в пісенно-танцювальному жанрі чілена (варіант чилійської Куенка), в швидкому парному танці байлесіто .

## Ставлення уряду
На офіційному рівні національна музика є проблемним питанням в Болівії. Коли на початку XX століття в Буенос-Айресі стала популярна музика Анд, то Болівія звинуватила аргентинських сусідів у крадіжці культурних традицій. Зі зростанням популярності в Чилі стилю Нуева кансьон, який перебував під культурним впливом Альтіплано (англ. Altiplano influeneced) новий напрям також став предметом звинувачень, на цей раз чилійських сусідів, з якими склалися напружені відносини після Тихоокеанської війни. У свою чергу, чилійські артисти, які приїжджали на гастролі до Болівії, отримували офіційні вказівки не відгукуватися позитивно про болівійську музику. Незважаючи на те, що в період національної єдності політичні перспективи Болівії зросли, побоювання уряду не зникли. Фольклорні колективи Болівії не тільки продовжували домінувати в Чилі в середовищі альтиплано-музики в 1970-х роках, але й болівійський уряд продовжує й до сьогодні висловлювати протест проти використання іноземними виконавцями музики, яку в Болівії вважають болівійською за походженням .

## Професійна музика

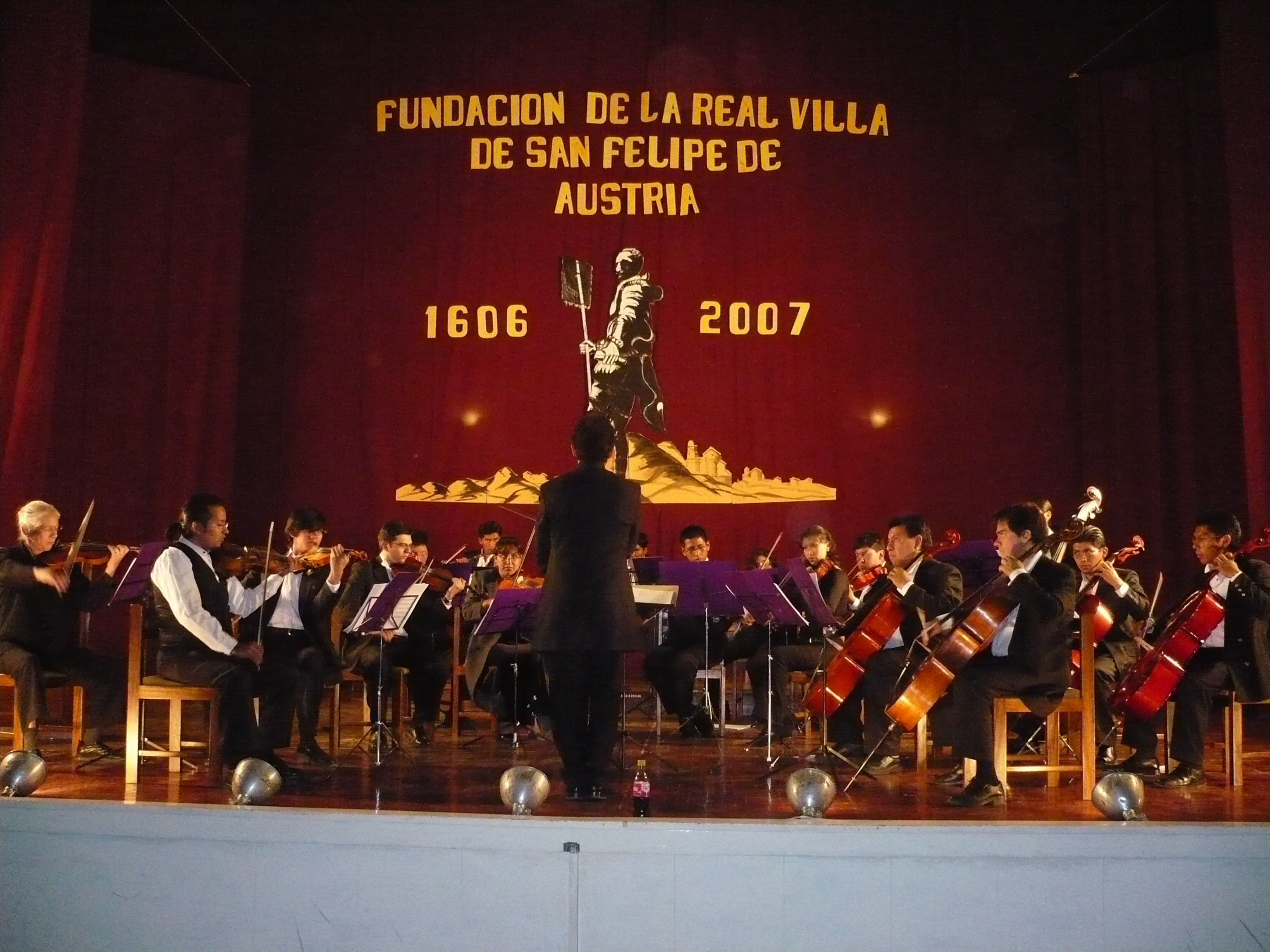
Симфонічний оркестр Оруро

Національна консерваторія Болівії була заснована в місті Ла-Пас в 1908 році. Водночас з'явилася цікавість до індіанського музичного фольклору — так званий напрямок Індихенізму, що отримав офіційну підтримку. Яскравими представниками музичного індихенізму були композитори і диригенти Едуардо Каба та Хосе Майдана. Едуардо Каба, який очолив Національну консерваторію, є фундатором болівійської професійної музики і автором вокальних, хорових, інструментальних творів. У тому числі двох симфонічних поем «Потосі» та «Ільїмані», а також балету «Колана». Будучи збирачем фольклору, він використовував у своїх творах індіанські мотиви. Хосе Майдана був керівником Національного симфонічного оркестру Болівії, автором симфонічних творів і чотирьох балетів. Серед інших відомих композиторів — Теофіло Варгас, Антоніо Браво (ісп. Antonio González Bravo) (1885—1962), Сімеон Ронкаль (ісп. Simeón Roncal), Умберто Монхе, Альфредо Домінгес.

## Військова музика

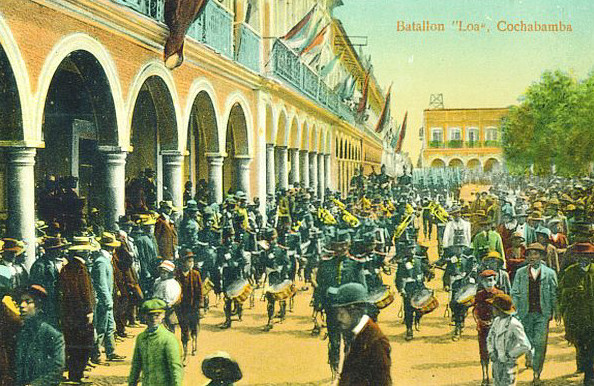
Військовий оркестр у Кочабамба. 1905

20 травня 1889 була створена Академія військової музики (ісп. Academia de Música Militar), місія якої вбачалась у піднятті духу болівійських солдатів під час прикордонного конфлікту в Акрі. Батальйон «Індепенденсіа» (ісп. Independencia) був укомплектований військовим оркестром з 25 музикантів під керівництвом Нестора Терразаса (ісп. Néstor Terrazas) і Мануеля Делгадо (ісп. Manuel Delgado). Під час маршу довжиною понад 800 кілометрів, оркестр під час відпочинку виконував національні твори. Збройні дії, в яких брав участь батальйон відіграли значну роль у перемозі республіки. У 1902 році директором установи, перейменованої в «Музичну школу» (ісп. Escuela de Música) призначена Франциско Пандо (ісп. Francisco Suárez Pando), кларнетиста і композитора, учасника Тихоокеанської війни. Він складав сентиментальні марші в пам'ять про болівійські перемоги на полях битв, наприклад «Талакоча» (Talacocha) «Кантеріас» (ісп. Canterías «Спогад про Оруро» (ісп. Recuerdo de Oruro Нині школа носить назву Музичної військової школи Армії (ісп. Escuela Militar de Música del Ejército .

## Міська музика
1920-1930-і роки в Ла-Пасі відзначені популярністю інкського фокстроту (foxtrot incaico, fox incaico) стилю, що виник, найімовірніше, в Перу . Інкський фокс не мав нічого спільного з інкською музикою , і був жанром гібридного фокстроту, поширеного в ті роки в різних країнах Америки: Араукано-фокс (araucano-fox) в Чилі, болеро -фокс на Кубі, східний фокс (англ. oriental-fox в США . Однак, на думку болівійського музиканта Серхіо Калера , вплив традицій національної музики Болівії на привнесену музику починається з 1930 року, коли Адриан Патиньо поєднав американський фокстрот з болівійськими мотивами в композиції «Буде сніг» (Nevando está).
У 1933—1934 році ла-паська газета «Ла Семана графіка» (La Semana Gráfica) опублікувала 68 нот музичних творів, 47 з яких були складено болівійськими композиторами. Серед музики переважали фокстроти, румби, мексиканські ранчера і аргентинські танго .
Оркестр Ферміна Барріонуево (Fermín Barrionuevo y Orquesta Típica y de Jazz) (1942) і ансамбль «Лос Херманос Моліна» (Los Hermanos Molina y su Jazz y Típica) (1947) виконували популярні болеро, конги , румби . Джаз -оркестри (orquestas de jazz) і оркестри типіки букв. — "типичні оркестри " змодельовані за подобою аргентинських танго-ансамблів , були улюбленими музичними колективами на вечірках і публічних заходах в Ла-Пасі, на кшталт карнавалу 1945 року . Музикознавець Фернандо Ріос зауважує, що в період революційного націоналістичного руху в першій половині 1940-х, їх музика, а також жіночі вокальні дуети та чоловічі болеро-тріо, були набагато популярнішими в Ла-Пасі, ніж дійсно об'єднуючий національний музичний стиль .
Фернандо Ріос вважає, що першими «зірками» можна вважати жіночі вокальні ансамблі «Ліс Кантутас» (Les Kantutas) від назви національного квітки) і «Лас Херманас Тейяда» Сестри Тейяда (Las Hermanas Tejada), чий стиль був близький мексиканським вокальним дуетів. Ці ансамблі з Ла-Пас стали дуже популярні в 1940-х роках, завдяки виступам в прямому ефірі на національній радіостанції «Radio Patria Nueva». «Ліс Кантутас» були відомі своїми інтерпретаціями такуїрарі і Карнівал (carnival) і сприяли популярності цих жанрів долин по всій країні .
Наступне десятиліття ознаменувалося популярністю кубинського болеро. Рауль Морено (Raúl Moreno) колишній учасник відомого в СРСР   ансамблю «Лос Панчос» (Los Panchos) виступав з болівійським болеро-тріо «Лос Перегрінос» (Los Peregrinos) букв. — «Пілігрими» в обох Америках. Популярним виконавцем болеро був і Артуро Собенес з групою «Лос Камбас» (Arturo Sobenes y Los Cambas) На додаток до міжнародного репертуару, ці одягнені в смокінги артисти також виконували музику місцевих креольских жанрів, уайно, часто під акомпанемент чаранго .

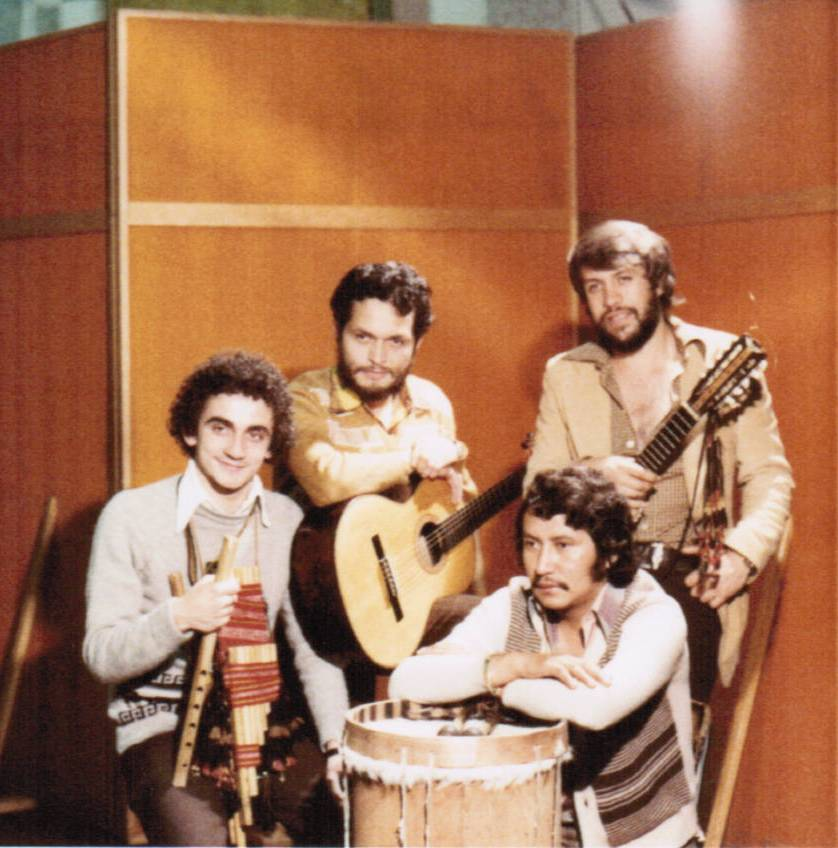
Коньюнто Савіано Андінна. 1975

У 1960-і роки з'явився стиль коньюнто (conjunto букв. — «ансамбль»), який став основою болівійської популярної музики. Одним з перших значних представників цього напряму став гурт «Los Jairas». На грамплатівках цей стиль позначався як «фольклор», однак Фернандо Ріос вважає, що насправді стиль відносився до області популярної міської музики і мав мало спільного з музикою корінних народів Болівії. Коньюнто Савіа Андіна і інші ансамблі зорієнтовані на міського слухача, як сольний інструмент вони використовують кена і зампонья на відміну від гірських жителів, які грають в ансамблях tropa. Велику роль у популяризації цього стилю зіграли національні та міжнародні засоби масової інформації .
В кінці 1960-х років «Лос Рупай» (Los Ruphay) з Ла-Паса виконав кілька більш точних інтерпретацій сільської музики корінних народів для записів, орієнтованих на туристичний попит народної музики Болівії. Фьюжн-група «Вара» (Wara) виконувала подібний національний репертуар, а також номери в стилях рок та хеві-метал. «Групо Аймара» (Grupo Aymara) «Колламарка» (Kollamarka) і паризький ансамбль «Болівіаманта» (фр. Boliviamanta також слідували цій тенденції в 1970-х і 1980-х роках .

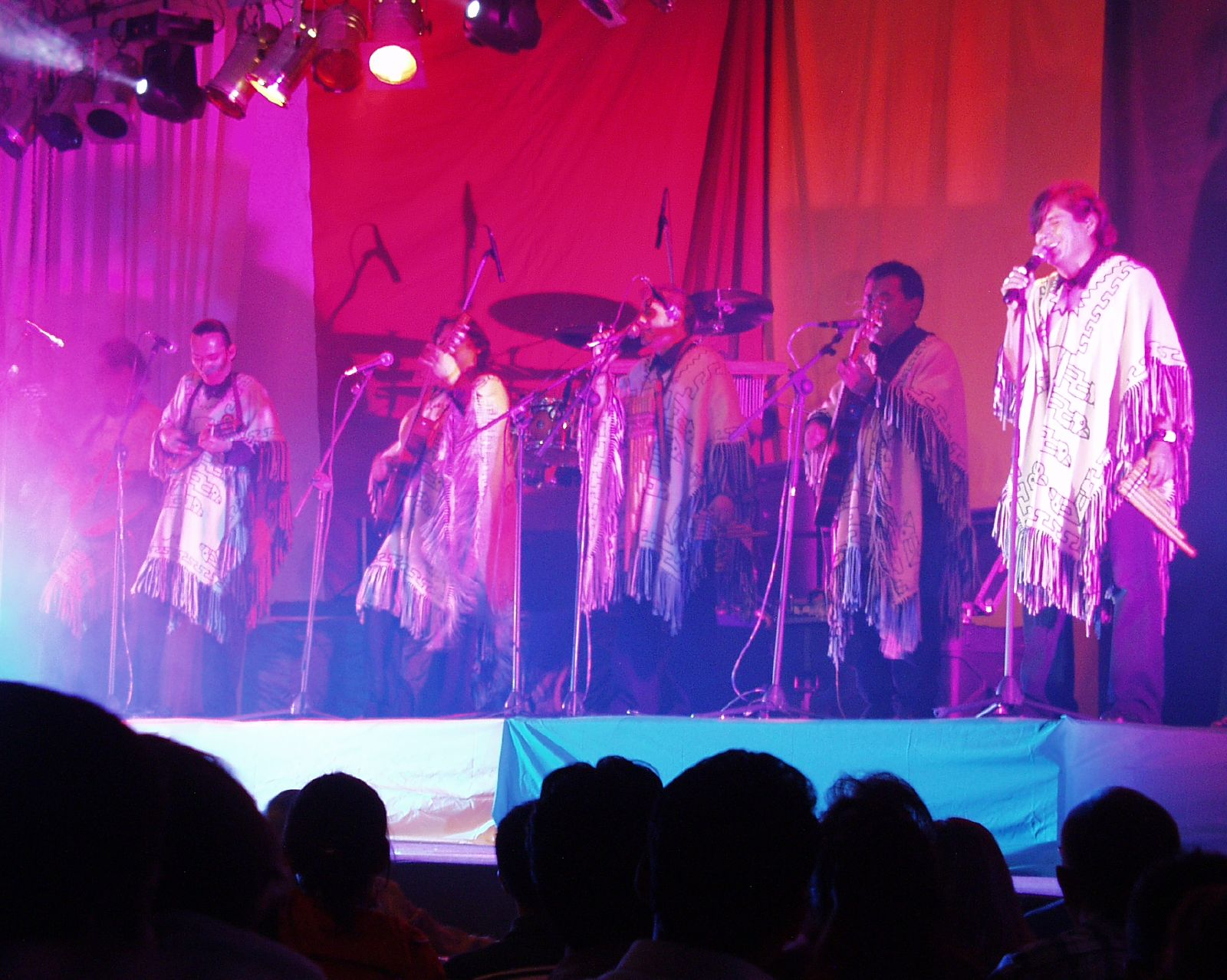
«Лос Кхаркас»

Ансамбль " Лос Кхаркас " з Кочабамби став найпопулярнішим ансамблем у Болівії 1980-х років. До стандартного складу коньюнто «Лос-Кхаркас» додали ронроко (ronroco) (велику чаранго) і уанкара. У записах групи представлені креольські жанри різних регіонів, особливо з Андських гір і долин. Багато з їхніх хітів являють собою капоралес і чунтункуіс (chuntunquis) «Лос Кхаркас» допоміг популяризувати креольські жанри на всій території Болівії і за її межами. Танцювальні капоралес, які часто плутають з афро-болівійським сая (saya) дуже подобаються молоді. Потрійний метр чунтункуіс схожий на латиноамериканську Баладу, коли він інтерпретується в характерному романтичному стилі «Лос-Кхаркас». У число численних груп цього напрямку входять " Проессьон " і «Амару» (Amaru) .
Латиноамериканська тропічна музика домінувала на радіостанціях Болівії з 1990-х років. Гурти цього напряму (які були в основному родом з Ла-Паса і Кочабамби, а не з тропіків) в основному грають у колумбійському стилі кумбія із дводольним розміром, що нагадує андийський уайно. Болівійські групи «Maroyu» і «Climax», чий перуанський стиль впливу відомий як кумбія чічі (cumbia chichi) часто адаптують місцеві уайно до Кумб, а також грають свої власні композиції. Більш популярними є тропік-ансамблі, створені за зразком аргентинських і уругвайських груп .

## Рок музика

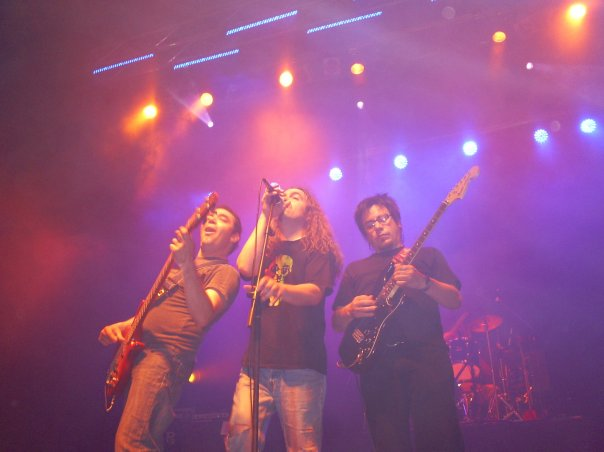
Loukass. 2008

Перші рок-групи 1960-х років спочатку виконували популярні зарубіжні пісні іспанською мовою. На думку Фернандо Ріоса, їх надихали латиноамериканські ансамблі так званої Нуева ола (Nueva Ola) букв. — «нової хвилі»), а поява груп стимулювалося розвитком міського грамзапису . Одним з перших ансамблів в болівійському рок-грамзапису став «Оркуеста Ліра» (Orquesta Lyra) букв. — «Оркестр „Ліра“» (1963) .
З 1963 року в Ла-Пасі стали з'являтися молодіжні клуби, в яких групи підлітків збиралися на танцювальні вечірки. Наприклад, клуб «Лос Ботонс» (Los Botons) організовував вечірки з місцевими гуртами «Лос Бонні Бій Хотсо» (Los Bonny Boy Hot's) і «Лос Гріллос» (Los Grillos) і запрошував на виступи уругвайської групи «Лос Іракундос» (Los Iracundos) і «Лос Шейкерс» (Los Shakers) Журнал «Ла Расон» (La Razón) пише, що вечірки зазвичай проводилися з 5 до 9 години вечора . Згодом деякі болівійські групи, наприклад «Лос Гріллос», здобули популярність за кордоном. На рубежі десятиліття деякі рок-групи розширили стилістичні рамки під впливом регіонального фольклору .
З 1990-х років однією з найпопулярніших рок-груп є «Октавія» (Octavia) . З 2000-х років активні рок і поп-групи Loukass, Azul Azul і Atajo .
Першою болівійської фірмою грамзапису вважається «Мендес» (Méndez), що заснована Альберто Мендесом (Alberto Méndez) і його братом Гастоном (Gastón) в 1949 році   (у другій половині 1960-х у цієї фірми з'явилося відгалуження під назвою «Псікофасіко» (Psicofasico), що зайнялися випуском психоделічного року) .
У 1958 з'явилася приватна фірма «Дісколандія» (Discolandia) , яка випустила, в основному, грамплатівки популярних зарубіжних виконавців: Нет Кінг Коул (1962), Енді Вільямс (1971), Донна Саммер (1975), а також відзначилася випуском місцевих поп-ансамблів: «Херманітас Салданья» (Hermanitas Saldaña) Сестри Салдана) (1968), «Лос Екос» (Los Ecos) (1969).

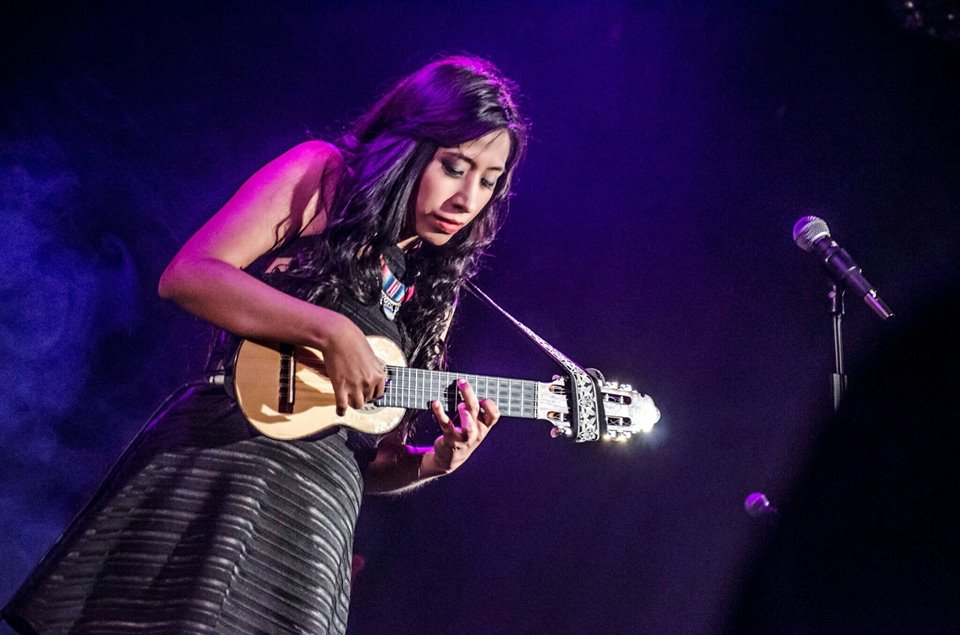
Артистка. 2017

Фірма грамзапису «Диско Ексіто» (ісп. Disco Exito), що функціонувала з 1960-х років  і її дочірня фірма «Ліра» (Lyra) ), випускали грамплатівки, в основному місцевих біт і фолк виконавців. З 1960-х років місцевими підприємствами з виробництва грамплатівок володіли закордонні фірми CBS Columbia , Odeon.
У 2000-х роках було випущено збірку з трьох Компакт-дисків «Найкраще з болівійської музики» (Lo Mejor de la Musica Boliviana)) з композиціями, записаними в період 1958—2015 років. Два диска присвячені фольклору і один містить рок, поп-музику і балади .
Записи відомих болівійських рок-груп були випущені також на початку 2000-х років на компакт-дисках і збірниках  .